# Grete Paia
Grete Paia, född 27 augusti 1995 i Kuressaare på Ösel i Estland, är en estnisk sångerska. Hon slutade tvåa i Eesti Laul 2013 med låten "Päästke noored hinged" efter att ha förlorat i en superfinal mot Birgit Õigemeel.

## Biografi
Paia föddes 1995 och studerade vid Kuressaares gymnasium (Kuressaare Gümnaasium) på Ösel. Hon blev känd för låten "Lõpp sellel lool", som släpptes år 2011. 2013 ställde hon upp i Eesti Laul med låten "Päästke noored hinged". Med låten tog hon sig vidare till finalen den 2 mars 2013, där hon fick startnummer 10 (av 10 deltagare). 
I finalen fick hon 6 poäng av juryn och 10 (högsta) poäng av tittarna. Sammantaget slutade hon tvåa och tog sig vidare till en superfinal där hon ställdes mot Birgit Õigemeel som vann den första delen av finalen med "Et uus saaks alguse", en poäng före Paia. I superfinalen framfördes de bägge låtarna en gång till och efter att tittarna röstat stod det klart att Õigemeel vunnit med en knapp marginal, 51% mot Paias 49% av tittarnas röster. Efter tävlingen släppte hon låten "San Sebastiano".
2014 släppte hon singeln "Armageddon". I augusti 2015 släppte hon den estniska låten "Püüame droone". I november 2015 meddelade ERT att Paia är en av deltagarna i Eesti Laul 2016, som tävlar om att få delta i Eurovision Song Contest 2016. Hon kommer att delta med låten "Stories Untold" med Sven Lõhmus som upphovsman.